# South of Ireland Amateur Open
Het South of Ireland Amateur Open is een golftoernooi voor amateurs in Zuid-Ierland. OPEN betekent dat spelers uit het buitenland ook mogen meedoen, mits hun handicap laag genoeg is.
De eerste editie was in 1895. De trofee werd ter beschikking gesteld door Alexander Shaw, een van de oprichters van de Lahinch Golf Club. Toen Fred Ballingall het toernooi in 1900 voor de derde keer won, mocht hij de trofee houden. In 1901 stelde Shaw een tweede trofee ter beschikking. 

## Winnaars
| Jaar    | Baan              | Winnaar         | Thuisclub            | Score         | Finalist           | Thuisclub          |
| ------- | ----------------- | --------------- | -------------------- | ------------- | ------------------ | ------------------ |
| 1895    |                   | G S Browning    | Lahinch              | 2&1           | W F McDonald       | Limerick           |
| 1896    |                   | B O’Brien       | Portsalon            | 9&7           | D M Wilson         | Royal Dublin       |
| 1897    |                   | Fred Ballingall | Blairgowrie          | 2&1           | J R Gardiner       | Richmond           |
| 1898    |                   | Fred Ballingall | Blairgowrie          | 3&1           | H M Ballingall     | Blairgowrie        |
| 1899    |                   | J R Gardiner    | Richmond             | 6&5           | J Livingstone      | Edinburgh Burgess  |
| 1900    |                   | Fred Ballingall | Blairgowrie          | 5&4           | T Fullerton        | Troon              |
| 1901    |                   | W Dodd          | Royal Liverpool      | 2&1           | S H Fry            | Royal Mid-Surrey   |
| 1902    |                   | W Ballingall    | Royal & Ancient      | 2&1           | G S Browning       | Lahinch            |
| 1903    |                   | J B Ballingall  | Blairgowrie          | 2&1           | J S Worthington    | Royal MidSurrey    |
| 1904    |                   | D Foster        | Frinton              | 1up           | H Castle           | Chiswick           |
| 1905    |                   | H Castle        | Chiswick             | 5&3           | A C Lincoln        | South Herts        |
| 1906    |                   | Lord Glenawly   | Royal Co.Down        | 10&8          | A E Browning       | Lahinch            |
| 1907    |                   | J J Hurley      | Manrihaniesh         | 4&2           | H D Gillies        | Woking             |
| 1908    |                   | A R Aitken      | Prestwick            | 10&8          | Ds P Gannon        | United Service     |
| 1909    |                   | J D Little      | Burnisland           | 12&11         | C Taylor           | Chislehurst        |
| 1910    |                   | G R Girdlestone | Oswestry             | 4&2           | S H Fry            | Mid Surrey         |
| 1911    |                   | L O Munn        | North West           | 7&5           | J S Kennedy        | Turnberry          |
| 1912    |                   | G V M Boyd      | Portmarnock          | 1up           | T S Jennings       | Cork               |
| 1913    |                   | A W Murray      | Purley Downs         | 2&1           | T S Jennings       | Cork               |
| 1914-19 |                   | niet gespeeld   | niet gespeeld        | niet gespeeld | niet gespeeld      | niet gespeeld      |
| 1920    |                   | E C Carter      | Royal Portrush       | 10&9          | B J O’Brien        | North West         |
| 1921    |                   | F Murphy        | Cork                 | 1 up          | D D B Soulby       | Portmarnock        |
| 1922    |                   | niet gespeeld   | niet gespeeld        | niet gespeeld | niet gespeeld      | niet gespeeld      |
| 1923    |                   | F Murphy        | Cork                 | 2&1           | T M Healy          | Royal Dublin       |
| 1924    |                   | J Crabbe        | Foxrock              | 2 up          | W G McConnell      | Royal Portrush     |
| 1925    |                   | M Crowley       | Portmarnock          | 5&4           | J. Crabbe          | Foxrock            |
| 1926    |                   | R Simcox        | Cork                 | 5&4           | M Crowley          | Portmarnock        |
| 1927    |                   | R Simcox        | Cork                 | 2&1           | W G McConnell      | Royal Portrush     |
| 1928    |                   | John Burke      | Lahinch              | 6&5           | D F Sweeney        | Galway             |
| 1929    |                   | John Burke      | Lahinch              | 6&5           | D F Sweeney        | Galway             |
| 1930    |                   | John Burke      | Lahinch              | 6&5           | J C Browne         | Tramore            |
| 1931    |                   | John Burke      | Lahinch              | 10&8          | E Dwyer            | Cork               |
| 1932    |                   | J C Brown       | Tramore              | 4&3           | S W Martyn         | Limerick           |
| 1933    |                   | J C Brown       | Tramore              | 3&1           | S W Martyn         | Limerick           |
| 1934    |                   | R M Saunders    | Lahinch              | 3&1           | P F Murray         | Milltown           |
| 1935    |                   | R M Saunders    | Lahinch              | 4&2           | M Garrahey         | Galway             |
| 1936    |                   | T F Ryan        | Tipperary            | 4&3           | R Simcox           | Cork               |
| 1937    |                   | Mick O’Loughlin | Lahinch              | 2&1           | D Torrens          | Lahinch            |
| 1938    |                   | Mick O’Loughlin | Lahinch              | 2&1           | R M Saunders       | Lahinch            |
| 1939    |                   | John Burke      | Lahinch              | 6&4           | T Lenihan          | Castle             |
| 1940    |                   | P F Murray      | Milltown             | 8&7           | J A English        | Headford           |
| 1941    |                   | John Burke      | Lahinch              | 9&8           | F Hannon           | Lahinch            |
| 1942    |                   | John Burke      | Lahinch              | 8&7           | R Garihy           | Lahinch            |
| 1943    |                   | John Burke      | Lahinch              | 1up           | Brud Slattery      | Lahinch            |
| 1944    |                   | John Burke      | Lahinch              | 5&4           | J C Brown          | Tramore            |
| 1945    |                   | John Burke      | Lahinch              | 4&3           | Cecil Ewing        | Co. Sligo          |
| 1946    |                   | John Burke      | Lahinch              | H39           | J B Carr           | Sutton             |
| 1947    |                   | Brud Slattery   | Lahinch              | 6&5           | John Burke         | Lahinch            |
| 1948    |                   | J B Carr        | Sutton               | 3&2           | J P Carroll        | Sutton             |
| 1949    |                   | J P Carroll     | Sutton               | 1up           | Brud Slattery      | Lahinch            |
| 1950    |                   | M Power         | Muskerry             | 12&10         | P J Leydon         | Lahinch            |
| 1951    |                   | G Gilligan      | Limerick             | 5&3           | T W Egan           | Monkstown          |
| 1952    |                   | M Power         | Muskerry             | 1up           | N V Drew           | Bangor             |
| 1953    |                   | P J Leydon      | Lahinch              | 9&8           | M Power            | Muskerry           |
| 1954    |                   | P Bulger        | Lahinch              | 3&2           | J P Mahon          | Portmarnock        |
| 1955    |                   | P J Leydon      | Lahinch              | 4&3           | Brud Slattery      | Lahinch            |
| 1956    |                   | P J Leydon      | Lahinch              | 6&5           | M Power            | Muskerry           |
| 1957    |                   | P J Leydon      | Lahinch              | 8&7           | M Power            | Muskerry           |
| 1958    |                   | J C Brown       | Tramore              | 5&4           | G McGlennon        | Lahinch            |
| 1959    |                   | G Roberts       | Southport & Ainsdale | 6&5           | P Donnelly         | Queen’s University |
| 1960    |                   | P Sullivan      | Kinsale              | 1 up          | P Morrison         | Oxford University  |
| 1961    |                   | M Guerin        | Killarney            | 7&6           | J L Bamford        | Warrenpoint        |
| 1962    |                   | M Guerin        | Killarney            | 4&3           | M Skerritt         | Lahinch            |
| 1963    |                   | M Guerin        | Killarney            | 2&1           | D B Sheahan        | Grange             |
| 1964    |                   | W A Kelleher    | Douglas              | 2&1           | J M Nestor         | Milltown           |
| 1965    |                   | R deL Staunton  | Castlerea            | 5&3           | Greg A Young       | Kilrush            |
| 1966    |                   | J B Carr        | Sutton               | 1up           | Greg A Young       | Kilrush            |
| 1967    |                   | G N Fogarty     | Royal Dublin         | 3&2           | S MacDonald        | St.Andrews         |
| 1968    |                   | John D Smyth    | Lahinch              | 3&2           | Greg A Young       | Kilrush            |
| 1969    |                   | J B Carr        | Sutton               | 2&1           | G N Fogarty        | Royal Dublin       |
| 1970    |                   | John E O’Leary  | Foxrock              | 1up           | Greg A Young       | Kilrush            |
| 1971    |                   | P Mulcare       | Woodbrook            | 1up           | E Higgins          | Cork               |
| 1972    |                   | R deL Staunton  | Castlerea            | H20           | Greg A Young       | Kilrush            |
| 1973    |                   | M A Gannon      | Co. Louth            | 1up           | D C Long           | Shandon Park       |
| 1974    |                   | D C Long        | Shandon              | H19           | R A Fleury         | Portmarnock        |
| 1975    |                   | B P Malone      | Portmarnock          | 2up           | M Skerritt         | Lahinch            |
| 1976    |                   | V Nevin         | Limerick             | 6&5           | P Mulcare          | Woodbrook          |
| 1977    |                   | L MacNamara     | Woodbrook            | 4&3           | M F Morris         | Portmarnock        |
| 1978    |                   | V Nevin         | Limerick             | 2&1           | M Guerin           | Killarney          |
| 1979    |                   | P O’Rourke      | Kilkenny             | 4&3           | T Cleary           | Fermoy             |
| 1980    |                   | M Burns         | Tramore              | 4&3           | M F Morris         | Portmarnock        |
| 1981    |                   | P O’Rourke      | Kilkenny             | 2&1           | J J Carr           | Sutton             |
| 1982    |                   | M F Morris      | Portmarnock          | 1up           | C McCarroll        | City of Derry      |
| 1983    |                   | A C J Morrow    | Portmarnock          | 3&2           | M Burns            | Tramore            |
| 1984    |                   | N H Anderson    | Shandon Park         | H19           | M F Morris         | Portmarnock        |
| 1985    |                   | P O’Rourke      | Kilkenny             | 3&2           | P Lyons            | Nenagh             |
| 1986    |                   | J McHenry       | Douglas              | 3&2           | L MacNamara        | Woodbrook          |
| 1987    |                   | B V M Reddan    | Co. Louth            | H20           | M A Gannon         | Co. Louth          |
| 1988    |                   | M A Gannon      | Co. Louth            | 3&2           | P F Hogan          | Elm Park           |
| 1989    |                   | S Keenan        | Galway               | H22           | J Fanagan          | Milltown           |
| 1990    |                   | Darren Clarke   | Dungannon            | 4&3           | J Carvill          | Warrenpoint        |
| 1991    |                   | Paul McGinley   | Grange               | 2&1           | P Johns            | Sunshine           |
| 1992    |                   | L MacNamara     | Woodbrook            | 2&1           | K Kearney          | Roscommon          |
| 1993    |                   | Patrick Sheehan | Castletroy           | H19           | M O’Kelly          | Limerick           |
| 1994    |                   | David Higgins   | Waterville           | 1up           | Padraig Harrington | Stackstown         |
| 1995    |                   | J Fanagan       | Milltown             | 1up           | Padraig Harrington | Stackstown         |
| 1996    |                   | A Morrow        | Portmarnock          | 2up           | J Fanagan          | Milltown           |
| 1997    |                   | Paul Collier    | Limerick             | 1up           | A McCormick        | Scrabo             |
| 1998    |                   | J. Foster       | Ballyclare           | 2up           | A McCormick        | Scrabo             |
| 1999    |                   | M. Campbell     | U.C.D.               | H21           | P. Martin          | Balmoral           |
| 2000    |                   | Graeme McDowell | Rathmore             | 3&2           | K. Kearney         | Galway             |
| 2001    |                   | J. Kehoe        | Birr                 | 6&4           | S. Browne          | Hermitage          |
| 2002    |                   | Colm Moriarty   | Athlone              | H19           | Sean McTernan      | Co. Sligo          |
| 2003    |                   | M. Owens        | Mallow               | 1 up          | Colm Moriarty      | Athlone            |
| 2004    |                   | Cian McNamara   | Limerick             | H21           | G. Bowden          | Hermitage          |
| 2005    |                   | J. Carvill      | Warrenpoint          | 2&1           | Darren Crowe       | Dunmurry           |
| 2006    |                   | Simon Ward      | Co Louth             | 2&1           | Darren Crowe       | Dunmurry           |
| 2007    |                   | Darren Crowe    | Dunmurry             | 1up           | J. Lyons           | Galway             |
| 2008    |                   | N. Kearney      | The Royal Dublin     | 4&3           | P. O’Hanlon        | The Curragh        |
| 2009    |                   | R. Cannon       | Laytown & Bettystown | 4&3           | G. O’Flaherty      | Cork               |
| 2010    |                   | J. Greene       | Carlow               | 2&1           | K. McDonagh        | Athlone/NUIM       |
| 2011    |                   | S. Walsh        | Baltinglass/UCD      | 3&2           | A. Hogan           | Newlands           |
| 2012    |                   | Pat Murray      | Limerick             | 2up           | Shane Healy        | Claremorris        |
| 2013    | Lahinch Golf Club | Simon Ward      | Co Louth             | H19           | Paul O’Hara        | Kilkenny           |